# Eric Bicfalvi
Eric Bicfalvi est un footballeur international roumain né le 5 février 1988 à Carei. Il évolue au poste de milieu offensif avec l'équipe russe de FK Oural Iekaterinbourg.

## Carrière

### En club
Il dispute avec le Steaua Bucarest, 4 matchs en Ligue des champions, et 18 matchs en Ligue Europa.

### En sélection nationale
Eric Bicfalvi joue 23 matchs en équipe de Roumanie espoirs, inscrivant 3 buts.
Il reçoit sa première sélection en équipe de Roumanie le 18 novembre 2014, en amical contre le Danemark (victoire 2-0 à Bucarest).

## Palmarès
- Vainqueur de la Coupe de Roumanie en 2011 avec le Steaua Bucarest
- Meilleur buteur du championnat d'Ukraine lors de la saison 2014-2015 (17 buts)
- Finaliste de la Coupe de Russie en 2017 avec FK Oural Iekaterinbourg